# 굴봉산역
굴봉산역(屈峰山驛, Gulbongsan station)은 강원특별자치도 춘천시 남산면 백양리에 있는 경춘선의 전철역이다. 인근에 제이드가든 수목원이 있다.
경춘선 복선 전철이 개통되기 전까지는 무궁화호 열차가 하루에 몇회정도 정차하다가 2010년 12월 21일에 경춘선 복선 전철이 개통되면서 역사가 백양리로 이전되었고, 이와 함께 인근에 있는 산의 이름을 딴 굴봉산역(屈峰山驛)으로 역명이 변경되었다. 전철로 대체됨에 따라 무궁화호 열차는 더 이상 운행하지 않으며, 2012년 2월 28일에 개통한 ITX-청춘 열차 역시 정차하지 않고, 무정차 통과한다.

## 역명 유래
본래 춘천시 남산면 서천리에 위치해 있다하여 서천역(西川驛)이라는 역명으로 개업하였으나, 충청남도 서천군에 위치한 서천역(舒川驛)과 발음상으로 동일하기에 혼동을 피하기 위하여 경기도(京畿道)와 강원도(江原道)가 만나는 지점이라는 뜻의 경강역(京江驛)으로 개칭하였다.
2010년 수도권 전철 경춘선 개업과 함께 역사가 이전하게 되면서 인근에 있는 해발 395m의 굴봉산(屈峰山)의 이름을 따 굴봉산역으로 다시 개칭하였다. 부기역명의 제이드가든 수목원은 역에서 차로 약 4 km 정도 거리에 위치해 있으며 무료 셔틀버스가 한 시간에 한 대꼴로 운행하고 있다.

## 역사
- 1939년 7월 20일 : 춘천군 남산면 서천리 230번지에서 서천역이라는 이름으로 보통역으로 영업 개시[2]
- 1955년 7월 1일 : 경강역으로 역명 변경[3]
- 1958년 6월 10일 : 역사 준공
- 1963년 6월 13일 : 배치간이역으로 격하
- 1980년 7월 15일 : 보통역으로 승격[4][5]
- 2004년 9월 1일 : 화물 취급 중지[6]
- 2010년 12월 21일 : 경춘선 복선 전철화 사업 개통으로 성북 기점 62.2 km에서 망우 기점 54.7 km로 변경 및 굴봉산역으로 역명 개정[7], 백양리로 역사 이전, 수도권 전철 경춘선의 전철역이 됨. 철도승차권 단말기 철거.

## 역 구조
2면 2선의 상대식 승강장을 갖춘 고가역이다. 스크린도어가 설치되어 있다.

### 승강장
| ↑ 가평   |
| \| ３    |
| 백양리 ↓ |

| 2 | ● 수도권 전철 경춘선 | 백양리 · 춘천 방면                 |
| 3 | ● 수도권 전철 경춘선 | 가평 · 상봉 · 청량리 · 광운대 방면 |

## 역주변
| 나가는 곳 | 방면                                 |
| --------- | ------------------------------------ |
| 1         | 서천보건진료소 남산초등학교 서천분교 |

## 특징
- 대중문화에서의 굴봉산역은 철도 터널 두 개 사이에 끼어 있는 모양을 하고 있다. 이는 천마산역과 같다.
- KBS2 주말드라마인 신사와 아가씨에서 제이드가든은 이영국(지현우)의 집이 등장했었다.
- SBS 호기심 천국에서는 사람이 제일 간이역으로 소개된 적이 있다.
- 드라마 천국의 계단과 사랑과 야망에도 등장하였고, 예능 프로그램 1박 2일 이 다녀간 곳이 되었다.
- 무한도전에서는 시크릿 바캉스 특집에서 길을 버리고 가는 몰카를 실패하는 장면으로 굴봉산역과 강촌역이 잠깐 등장했다.
- 이설 직전에는 사진으로 남기려는 사람들이 많이 방문하던 역이었다고 한다.

## 이용객 변동
2010년 자료는 개통일인 2010년 12월 21일부터 12월 31일까지의 집계만 반영된 것이다.
| 노선   | 노선 | 일평균 인원수 (명/일) | 일평균 인원수 (명/일) | 일평균 인원수 (명/일) | 일평균 인원수 (명/일) | 일평균 인원수 (명/일) | 일평균 인원수 (명/일) | 일평균 인원수 (명/일) | 일평균 인원수 (명/일) | 일평균 인원수 (명/일) | 일평균 인원수 (명/일) | 일평균 인원수 (명/일) | 일평균 인원수 (명/일) | 일평균 인원수 (명/일) | 일평균 인원수 (명/일) | 각주  |
| 노선   | 노선 | 2010년                | 2011년                | 2012년                | 2013년                | 2014년                | 2015년                | 2016년                | 2017년                | 2018년                | 2019년                | 2020년                | 2021년                | 2022년                | 2023년                | 각주  |
| ------ | ---- | --------------------- | --------------------- | --------------------- | --------------------- | --------------------- | --------------------- | --------------------- | --------------------- | --------------------- | --------------------- | --------------------- | --------------------- | --------------------- | --------------------- | ----- |
| 경춘선 | 승차 | 258                   | 242                   | 285                   | 325                   | 375                   | 289                   | 288                   | 253                   | 220                   | 182                   | 140                   | 146                   | 163                   | 155                   | [ 8 ] |
| 경춘선 | 하차 | 224                   | 249                   | 297                   | 329                   | 376                   | 304                   | 280                   | 243                   | 208                   | 180                   | 145                   | 147                   | 161                   | 153                   | [ 8 ] |

## 사진

### 신 역사

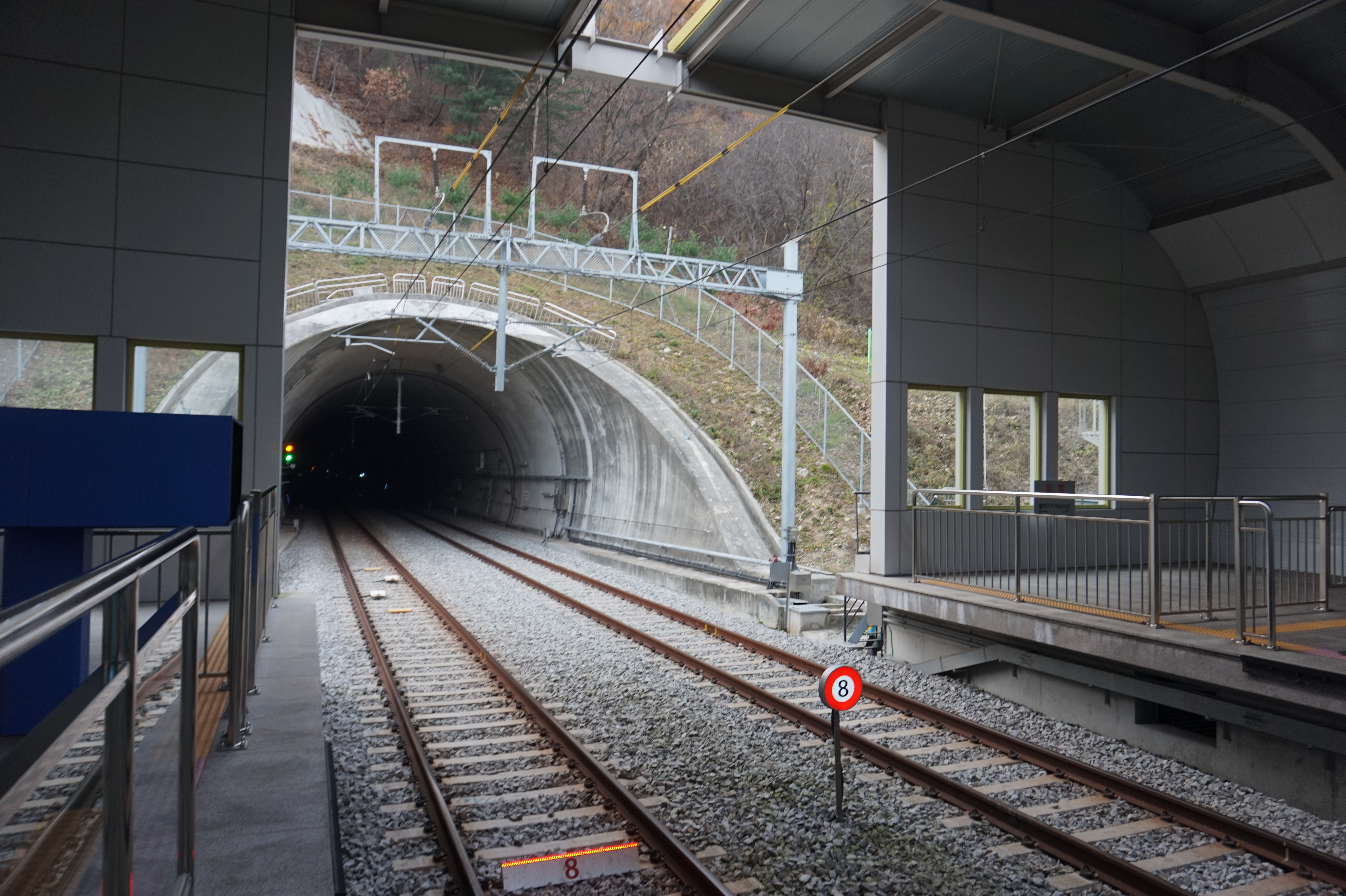
굴봉산역 승강장과 터널 (가평역 방향, 스크린도어 설치 전)
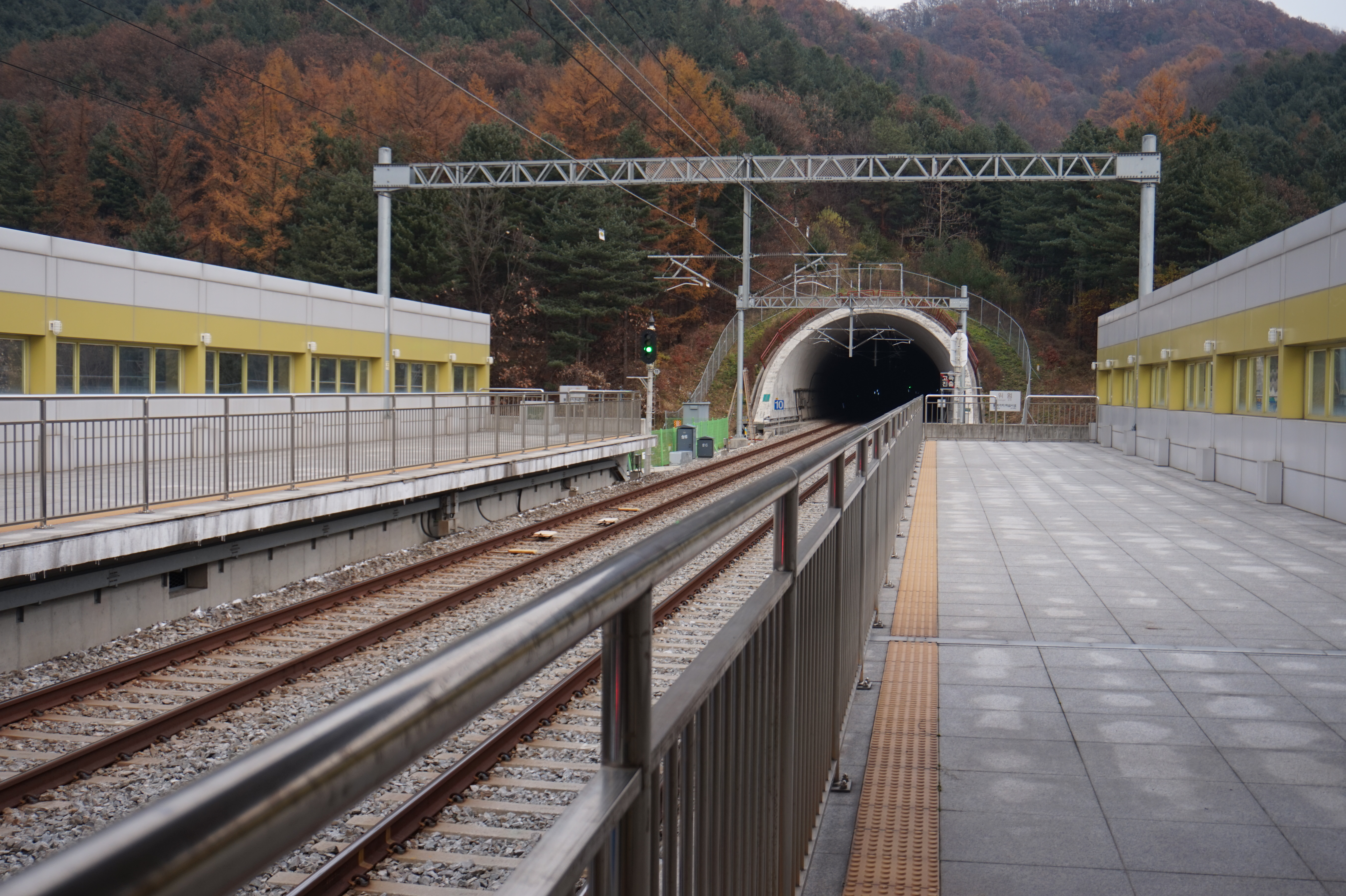
굴봉산역 승강장과 터널 (백양리역 방향, 스크린도어 설치 전)

### 구 역사

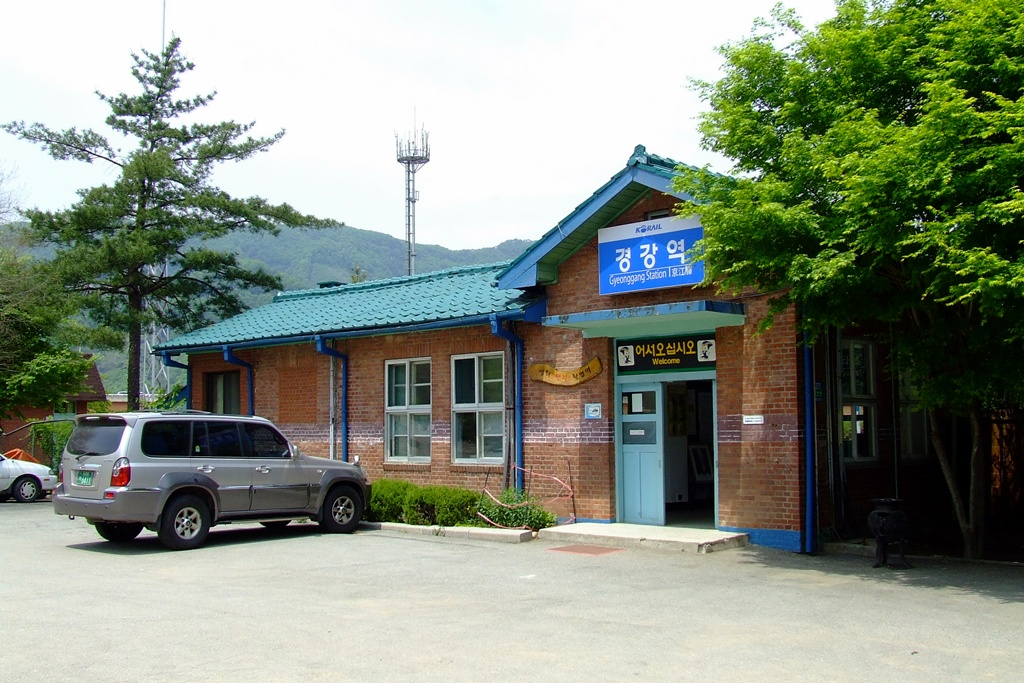
구 역사 (광장쪽)
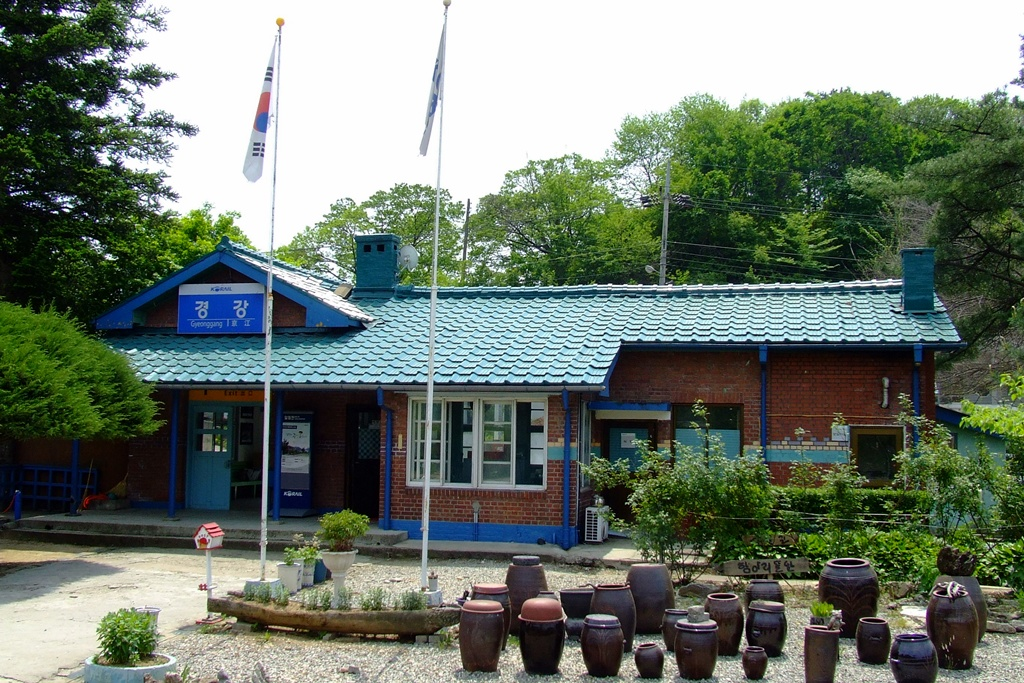
구 역사 (선로쪽)
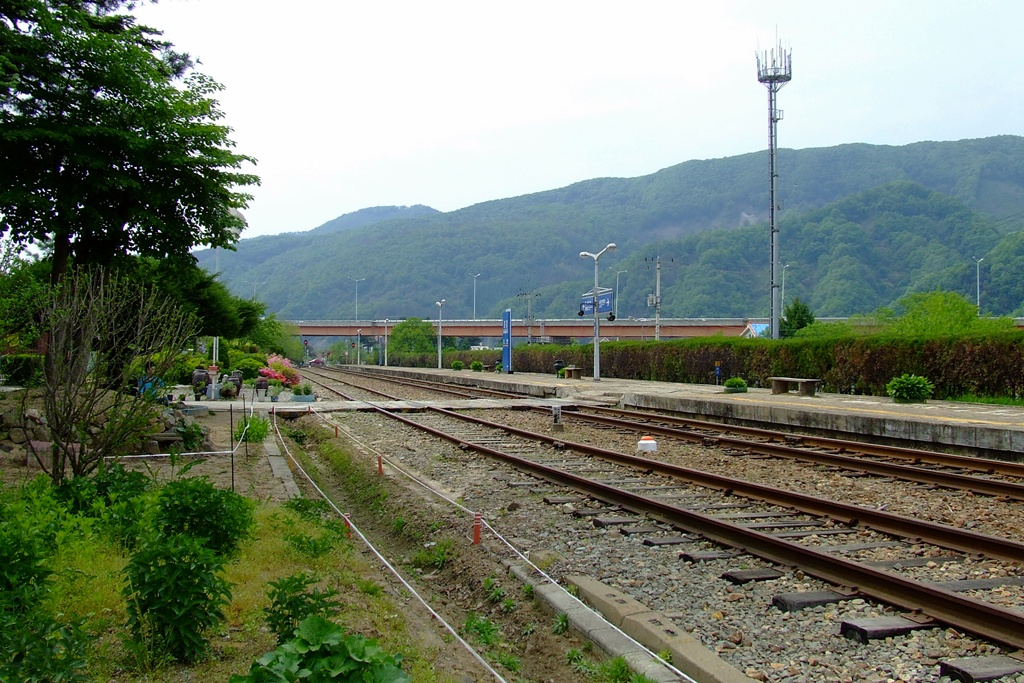
구 경강역 구내 (가평역 방향)
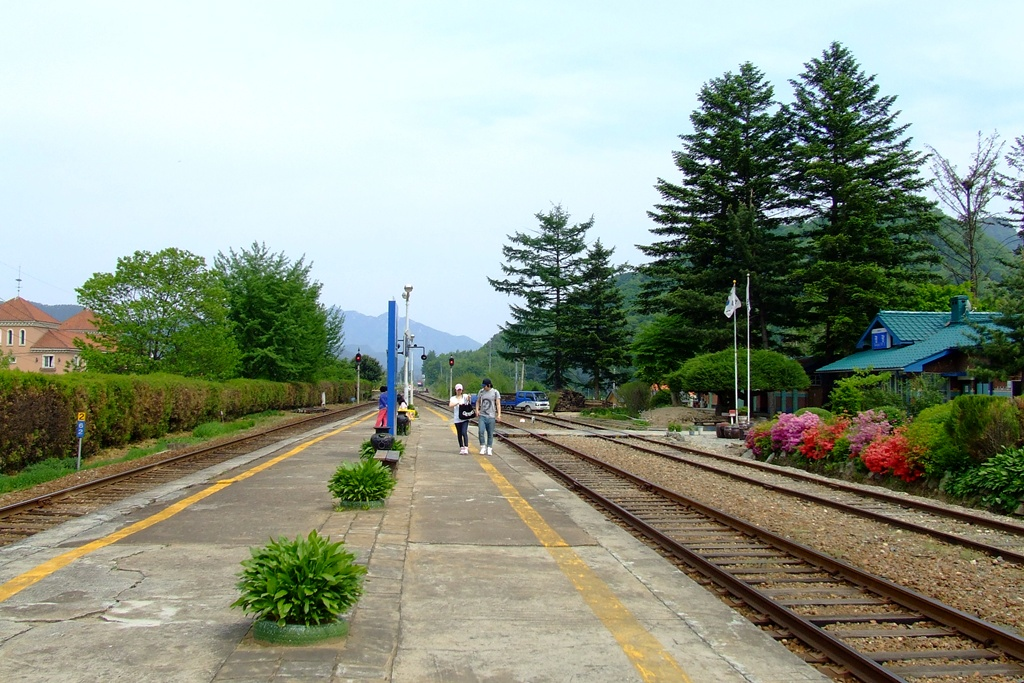
구 경강역 승강장 (백양리역 방향)

## 인접한 역
| 경춘선                                | 경춘선                    | 경춘선                |
| ------------------------------------- | ------------------------- | --------------------- |
| P134 가평 상봉 · 청량리 · 광운대 방면 | ● 수도권 전철 경춘선 완행 | P136 백양리 춘천 방면 |